# Marcinkowice (powiat nowosądecki)

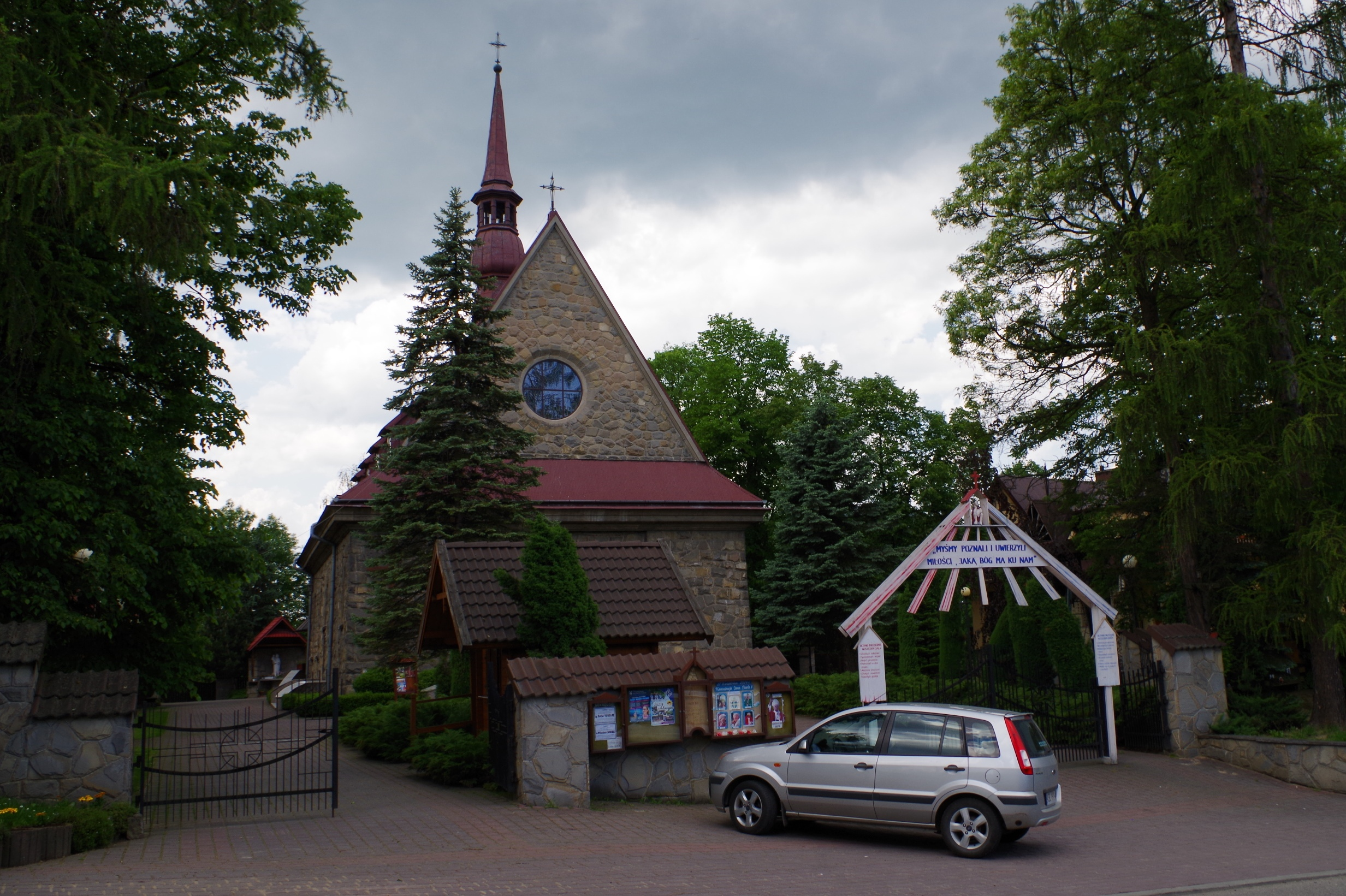
Kościół

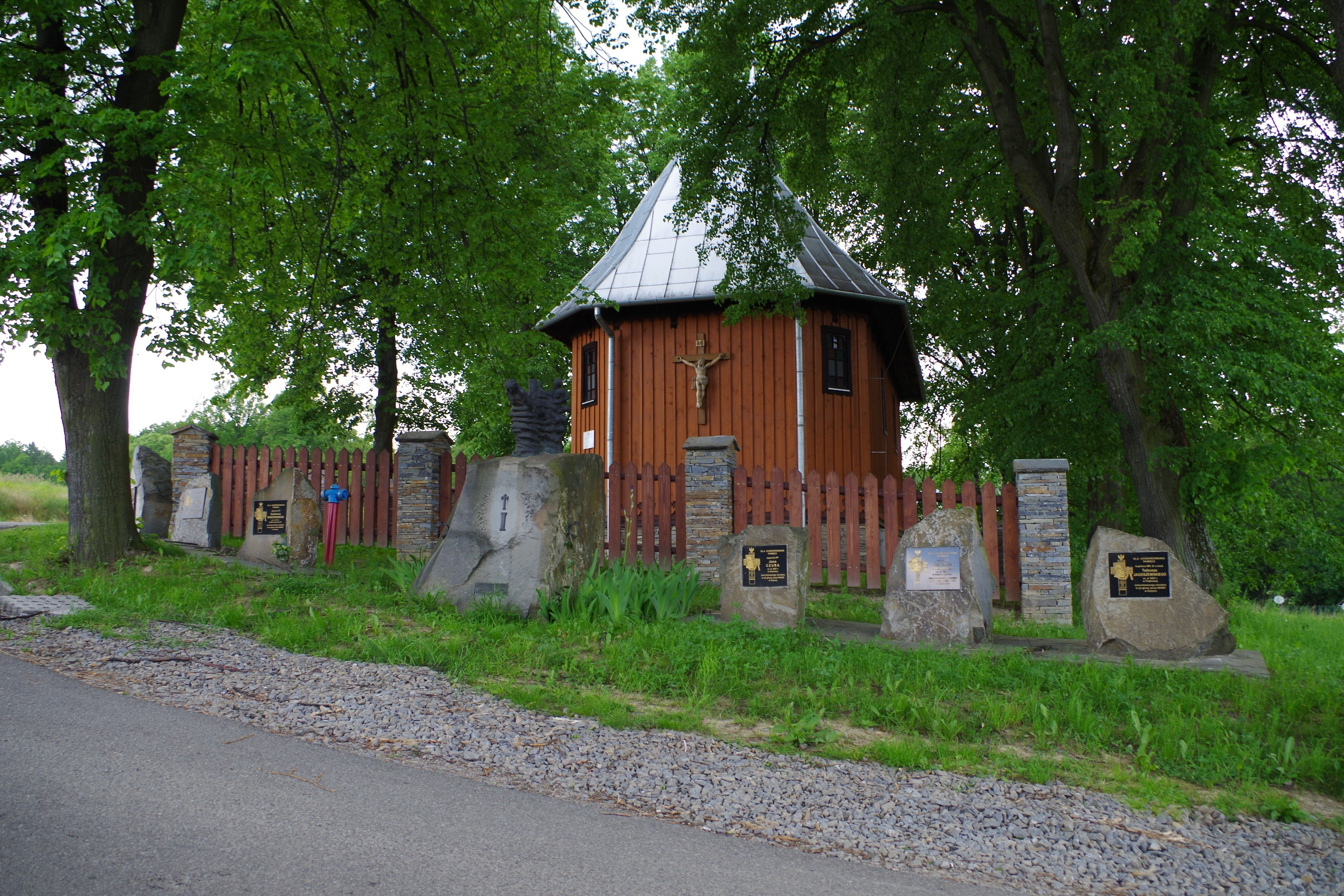
Kaplica dworska

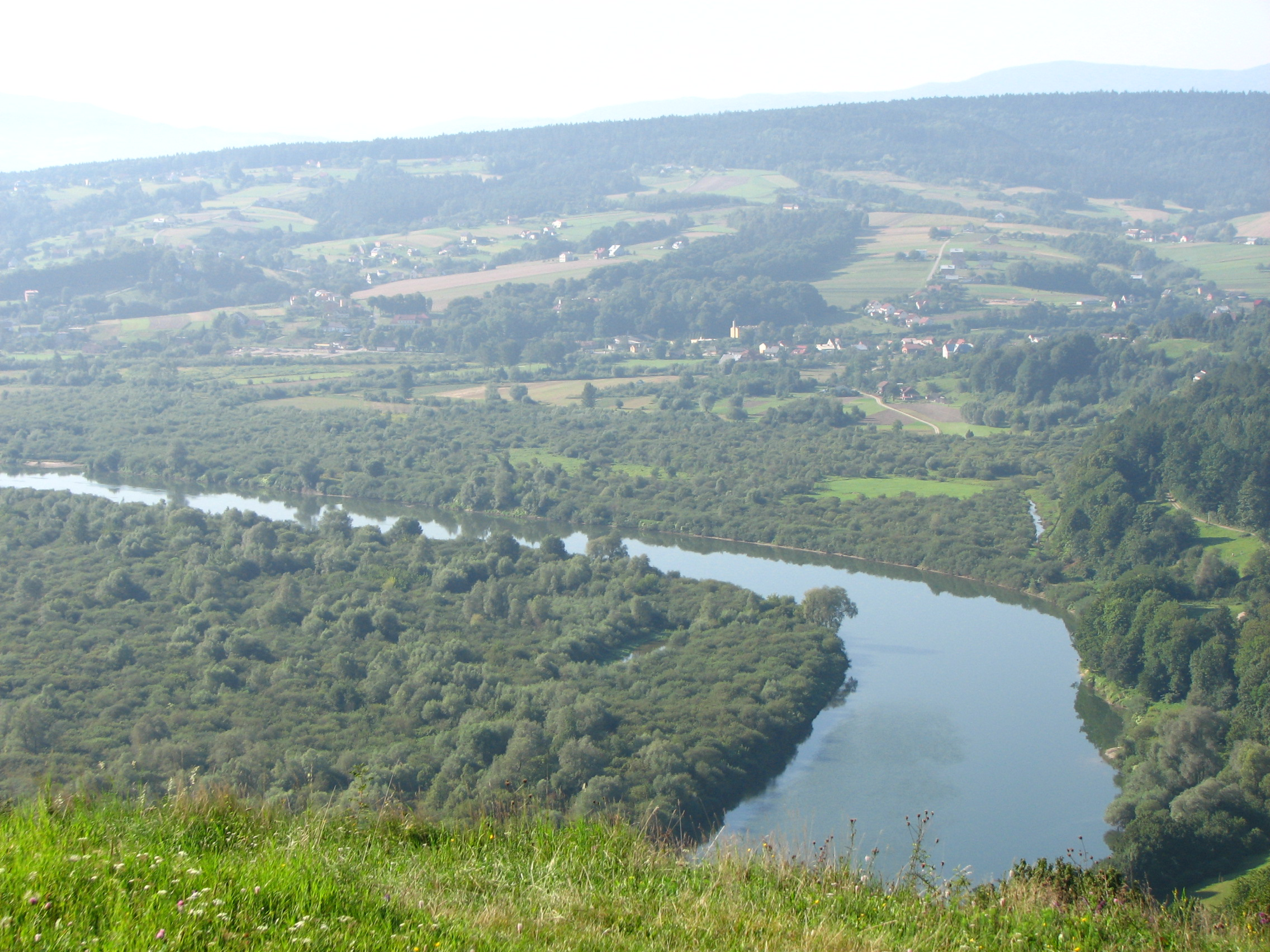
Widok z Białowodzkiej Góry w kierunku południowo-wschodnim na przełom Dunajca. Na drugim planie miejscowość Marcinkowice

Marcinkowice – wieś w Polsce położona w województwie małopolskim w powiecie nowosądeckim w gminie Chełmiec.
W latach 1954–1960 wieś należała i była siedzibą władz gromady Marcinkowice, w związku ze zmianą siedziby gromady w gromadzie Klęczany. W latach 1975–1998 miejscowość należała administracyjnie do województwa nowosądeckiego.
Wieś zajmuje 6,1 % terenu gminy oraz liczy 8,5 % ludności gminy (ok. 2160 mieszkańców).

## Położenie
Marcinkowice leżą w Kotlinie Sądeckiej u podnóża Białowodzkiej Góry w Beskidzie Wyspowym, w pobliżu miejsca, gdzie potok Smolnik wpada do Dunajca. Wieś leży przy drodze powiatowej Limanowa – Chełmiec oraz przy linii kolejowej 104 Nowy Sącz – Chabówka.

## Części wsi
| SIMC    | Nazwa               | Rodzaj    |
| ------- | ------------------- | --------- |
| 0420469 | Dąbrówki            | część wsi |
| 0420481 | Łazy Marcinkowickie | część wsi |
| 0420498 | Nakle               | część wsi |
| 0420506 | Podlesie            | część wsi |
| 0420512 | Stawiska            | część wsi |
| 0420529 | Zasmolnicze         | część wsi |

Do Marcinkowic należy też przysiółek Drzykowa (nie występuje w TERYT, lecz w PRNG).

## Historia
Pierwsze ślady człowieka na terenie Marcinkowic związane są z kulturą łużycką (XV–V w. p.n.e.) – Grodzisko nad zakolem Dunajca oraz na Białowodzkiej Górze (wzniesienie Zamczysko 608 m). Były to kawałki glinianych naczyń, broni itp.
Marcinkowice jako wieś powstały prawdopodobnie w XIV wieku, w 1390 roku notowane są w zbiorze dokumentów staropolskich. Nazwa wsi Marcinkowice pochodzi od imienia Marcinek, domniemanego rycerza założyciela.
Od XIV–XV wieku Marcinkowice były wsią rycerską, a od przełomu XV/XVI wieku – szlachecką, przez długi okres należały do rodziny Marcinkowskich, herbu Gryf. W czasie potopu szwedzkiego Szwedzi i bracia polscy z Dąbrowy spalili dwór oraz inne zabudowania wiejskie.
W wyniku I rozbioru Polski Marcinkowice znalazły się w granicach Austrii. W 1864 roku właścicielami wsi zostali hrabiostwo Marasse z Jurkowa.
16 grudnia 1884 roku oddana została do użytku Galicyjska Kolej Transwersalna, przechodząca przez wieś.
W 1886 roku wybudowano pierwszą szkołę powszechną. Kolejnym właścicielem dworu i majątku został w 1891 roku Albert Fauck, do którego należały kopalnie ropy naftowej w Klęczanach. Po jego śmierci w 1919 roku synowie Moritz i Albert wydzierżawili majątek Żydowi Gelbie, a potem w 1921 sprzedali go Stanisławowi Morawskiemu.
W dniach 5–6 grudnia 1914 – w czasie I wojny światowej – rozegrała się tu bitwa między wojskami rosyjskimi a legionami polskimi dowodzonymi przez Józefa Piłsudskiego i Władysława Belinę-Prażmowskiego. W czasie II wojny światowej w Marcinkowicach działały organizacje konspiracyjne. Wieś została wyzwolona 19 stycznia 1945 roku.
W 1945 roku dobra dworskie zostały częściowo rozparcelowane między dawną służbę i małorolnych chłopów. We wrześniu 1946 w budynku podworskim rozpoczęła działalność Żeńska Szkoła Rolnicza – późniejsze liceum i technikum.
13 stycznia 1964 roku w Marcinkowicach doszło do zderzenia pociągu towarowego z osobowym, zginęło 10 osób a kilkadziesiąt zostało rannych.

## Zabytki
Obiekty wpisane do rejestru zabytków nieruchomych województwa małopolskiego.
- grodzisko nad zakolem Dunajca oraz wzniesienie Zamczysko (Białowodzka Góra) związane z kulturą łużycką (XV–V w. p.n.e.);
- ogród podworski;
- kaplica dworska pw. Niepokalanego Serca NMP;
- cmentarz wojenny nr 352 – Marcinkowice, a w jego obrębie cmentarz legionistów z 1918.

## Inne zabytki
- dwór Morawskich pochodzący z XVII/XVIII w., przebudowany w końcu XIX w., w którym mieści się Muzeum Historyczne[9].

## Religia
We wsi znajduje się kościół parafialny pw. Niepokalanego Serca NMP. W 1926 roku wybudowano kaplicę dworską. Budowę kościoła rozpoczęto w 1948 a ukończono i poświęcono w 1955 roku. Parafię w Marcinkowicach erygował biskup Tarnowski Jan Stepa 21 lipca 1955 roku.
W budynku kościoła zauważa się trzy nawy i jakby nawiązanie do dawnego stylu bazylik rzymskich. Na czołowej ścianie w prezbiterium znajduje się obraz Niepokalanego Serca NMP (patronki kościoła) na tle kościoła i krajobrazu Marcinkowic. W ołtarzu bocznym znajduje się malowany tryptyk z Chrystusem ukrzyżowanym, Matką Boską Bolesną i św. Janem Ewangelistą oraz stary barokowo-ludowy krzyż z XVI w. obok ołtarza.
Uroczystość odpustowa ku czci patronki kościoła w Marcinkowicach obchodzona jest w niedzielę po wspomnieniu Niepokalanego Serca Maryi. Pierwszym proboszczem był ks. prałat Józef Góra. W latach 1993–2018 proboszczem parafii był ks. prałat Józef Babicz, który cieszył się tytułem sądeczanina roku 2009. Od 2018 r. proboszczem jest ks. mgr Tadeusz Celusta.

## Edukacja
- Szkoła Podstawowa im. Marszałka Józefa Piłsudskiego. Historia szkoły sięga 1886, posiada stary przebudowany budynek oraz budynek główny z salą gimnastyczną[11].
- Zespół Szkół im. Władysława Orkana – to dawna szkoła rolnicza; w szkole znajduje się liceum z kursem walki wręcz: wojskowe, policyjne i pożarnicze[12].

## Inne
- Zakłady produkujące stolarkę budowlaną oraz inne mniejsze firmy z tej branży.
- Dom Kultury, zagospodarowany przez Koło Gospodyń Wiejskich.
- Dom parafialny.
- W 2009 została oddana do użytku stacja paliw „GRÓD” ze stacją diagnostyczną.

## Sport
- Od 1954 działa piłkarski Ludowy Klub Sportowy „Zamczysko” Marcinkowice.

## Osoby związane z miejscowością
- Bronisław Chruściel – pułkownik piechoty.
- Tomasz Drwal – zawodnik sportów walki.
- Stanisław Wideł – major piechoty zamordowany w Auschwitz.